# Harmony OS
Harmony OS ime je novoga operacijskoga sustava tvrtke Huawei, namijenjenog internetskim stvarima (IoT). Uz pametne televizore, očekuje se uporaba novoga OS-a i na mobitelima tvrtke Huawei, iako oni službeno još uvijek prioritet na mobilnim telefonima daju Androidu.

## Povijest
Razvoj sustava započeo je 2012. godine, no intenziviranjem trgovačkoga rata SAD-a i Kine, kada je u svibnju 2019. godine "Trump zabranio Huawei", odnosno kad su američke tvrtke dobile zabranu kupovanja tzv. rizične robe 70-ak stranih telekomunikacijih kompanija, među kojima se nalazio i Huawei, najveći svjetski proizvođač telekomunikacijske opreme u tom trenutku, time su sigurno planovi tvrtke za izradu i objavljivanje vlastitog operacijskog sustava bili intenzivirani.
Na konferenciji za programere u kolovozu 2019., održanoj u Dongguanu na jezeru Songšan na jugu Kine, izvršni direktor tvrtke Richard Yu predstavio je novi operacijski sustav.
Na domaćem, kineskom tržištu OS će se zvati "Hongmeng".
Prvi proizvod na kome će HarmonyOS biti dostupan je pametni TV uređaj Honor Vision, čije predstavljanje je najavljeno za dan kasnije od predstavljanja samoga operacijskoga sustava, dakle 10. kolovoza 2019. godine.

## Osobine
Osnovna osobina Harmony OS-a je uporaba tzv. mikro-jezgre, za razliku od tzv. monolitnih jezgri, gdje je većina kôda jezgre u jednoj velikoj datoteci, te je time i većina kôda za interakciju s hardverom unutar te iste datoteke. Tipično se unutra nalazi kôd koji podržava procesor, komunikaciju s memorijom i ostale funkcije OS-a, kako se zvučni podsustavi u današnje vrijeme također nalaze na matičnim pločama računala, podrška i za njih je unutar monolitne jezgre; funkcije za podršku specifičnom hardveru, koje se često razlikuju od računala do računala, poput grafičkih kartica, ostavlja se izvan jezgre operacijskih sustava, kako Linux, tako i Windows OS-ova. Kako je Huaweiov OS namijenjen raznolikome hardveru, ova je odluka logična.
Yu Chengdong je izjavio da Android ima preko 100 milijuna redaka kôda, od kojih jezgra čini preko 20 milijuna redaka; dok većina korisnika rabi oko 8 % toga kôda. U vrijeme internetskih stvari, takav pristup nije obvezan ni praktičan.